# Drogó de Bretanya
Drogó de Bretanya fou comte de Nantes i duc de Bretanya de 952 a 958.

## Biografia
Drogó (Drogon o Dreux), era l'únic fill legítim d'Alan II Barbitorte i de Roscil·la de Blois, germana del comte Teobald I de Blois. A la mort prematura del seu pare el va succeir com a comte de Nantes i duc de Bretanya (952), quan només tenia dos anys. La seva tutela va ser assegurada pel seu oncle Teobald I de Blois, que molt aviat va fer casar en segones noces a la seva germana Roscil·la amb el comte Folc II d'Anjou
El poder sobre Bretanya fou llavors compartit: Folc rebé el control del comtat de Nantes i la guarda del jove duc, mentre que Teobald conservant el domini feudal sobre el nord de Bretanya però va delegar l'administració d'aquesta regió, massa allunyada del seu propi domini, als seus dos aliats: el comte Juhel Berenguer de Rennes que es va declarar el seu vassall, i Jutohen, arquebisbe de Dol.
La desaparició brutal, potser per enverinament, de Drogó vers el 958 a Angers, en el qual, segons la "Crònica de Nantes", alguns veieren la mà de Folc II d'Anjou, ja que aquest últim prengué el control del comtat de Nantes del 958 fins a la seva mort el 960, quan els nantesos cridaren al govern a Hoel I, i, després de la seva mort, a Guerech, bisbe de la mateixa ciutat, ambdós fills d'Alan II Barbitorte.